# Holbrook Blinn
Holbrook Blinn (San Francisco, 1872 – Croton-on-Hudson, 1928) è stato un attore statunitense.

## Filmografia parziale
- Michele Regan lo sfruttatore (The Boss), regia di Émile Chautard (1915)
- A Butterfly on the Wheel, regia di Maurice Tourneur (1915)
- The Ballet Girl, regia di George Irving (1916)
- The Unpardonable Sin, regia di Barry O'Neil (1916)
- The Prima Donna's Husband, regia di Joseph A. Golden e Julius Steger (1916)
- The Weakness of Man, regia di Barry O'Neil (1916)
- Husband and Wife, regia di Barry O'Neil (1916)
- The Hidden Scar, regia di Barry O'Neil (1916)
- Rosita, regia di Ernst Lubitsch (1923)
- The Bad Man, regia di Edwin Carewe (1923)
- Yolanda, regia di Robert G. Vignola (1924)
- L'ombra di Washington (Janice Meredith), regia di E. Mason Hopper (1924)
- Zander the Great, regia di George W. Hill (1925)
- La casa degli eroi (The New Commandment), regia di Howard Higgin (1925)
- The Masked Woman, regia di Silvano Balboni (1927)
- The Telephone Girl, regia di Herbert Brenon (1927)